# 普萊勒·蓋亞特里·戈比昌德
普萊勒·蓋亞特里·戈比昌德（Pullela Gayatri Gopichand，2003年3月4日—），印度女子羽毛球運動員，父親為印度國家羽毛球隊總教練普萊勒·戈比昌德。

## 生平
普萊勒·蓋亞特里·戈比昌德的父親普萊勒·戈比昌德和母親P·V·V·拉克希米皆為前印度國家羽球隊隊員，父親在退役後創辦戈比昌德羽毛球學院並成為印度國家隊總教練。蓋亞特里曾出戰2017年、2018年世青賽。2018年，她以15歲之齡入選雅加達亞運代表隊，成為隊中最年輕成員，但也因為她的身分招來輿論爭議。
2019年，蓋亞特里在尼泊爾國際系列賽女子單打決賽敗於隊友瑪爾薇卡·班索德，獲得亞軍；亦在同一年代表印度參與南亞運動會，獲得女團金牌及女單銀牌。
由於認為自身更加適合雙打，蓋亞特里從2021年開始與另一位單打選手崔莎·喬利組成雙打。她們在這一年晉級波蘭國際賽、印度國際挑戰賽、威爾斯國際賽女雙決賽，並在印度賽成功奪下第一座國際賽冠軍。蓋亞特里也在這年首度參與優霸盃女子羽球團體賽。

### 2022年全英賽四強
2022年初，蓋亞特里／崔莎在世界羽聯世界巡迴賽斬獲佳績，先是在賽義德·莫迪國際賽獲得亞軍，隨後於奧里薩公開賽奪下巡迴賽首冠。時至3月，她們在全英公開賽首輪擊敗泰國的本雅帕／倫塔卡恩姊妹；次輪面對2020年奧運女雙金牌格雷西婭·波利／阿普里亞尼·拉哈育，在先勝一局的情況下，因對手受傷退賽而晉級；八強賽時，逆轉戰勝韓國的李紹希／申昇瓚，成為首對闖入全英公開賽四強的印度女雙組合。最終她們以17－21、16－21不敵張殊賢／鄭雨，止步四強。

## 主要比賽成績
只列出曾進入準決賽的國際賽事成績：
| 年份   | 賽事                     | 公開賽級別 | 項目     | 搭檔          | 成績   |
| ------ | ------------------------ | ---------- | -------- | ------------- | ------ |
| 2019年 | 尼泊爾羽毛球國際系列賽   | 國際系列賽 | 女子單打 | －            | 亞軍   |
| 2019年 | 南亞運動會羽毛球比賽     | 其他       | 女子團體 | －            | 金牌   |
| 2019年 | 南亞運動會羽毛球比賽     | 其他       | 女子單打 | －            | 銀牌   |
| 2021年 | 波蘭羽毛球國際賽         | 國際系列賽 | 女子雙打 | 崔莎·喬利     | 亞軍   |
| 2021年 | 印度羽毛球國際挑戰賽     | 國際挑戰賽 | 女子雙打 | 崔莎·喬利     | 冠軍   |
| 2021年 | 印度羽毛球國際挑戰賽     | 國際挑戰賽 | 混合雙打 | 赛·普拉蒂克·K | 亞軍   |
| 2021年 | 威爾斯羽毛球國際賽       | 國際挑戰賽 | 女子雙打 | 崔莎·喬利     | 亞軍   |
| 2022年 | 賽義德·莫迪羽毛球國際賽  | 超級300賽  | 女子雙打 | 崔莎·喬利     | 亞軍   |
| 2022年 | 奧里薩羽球公開賽         | 超級100賽  | 女子雙打 | 崔莎·喬利     | 冠軍   |
| 2022年 | 全英羽毛球公開賽         | 超級1000賽 | 女子雙打 | 崔莎·喬利     | 準決賽 |
| 2022年 | 英聯邦運動會羽毛球比賽   | 其他       | 混合團體 | －            | 銀牌   |
| 2022年 | 英聯邦運動會羽毛球比賽   | 其他       | 女子雙打 | 崔莎·喬利     | 銅牌   |
| 2022年 | 海洛羽毛球公開賽         | 超級300賽  | 女子雙打 | 崔莎·喬利     | 準決賽 |
| 2022年 | 巴林羽毛球國際挑戰賽     | 國際挑戰賽 | 女子雙打 | 崔莎·喬利     | 亞軍   |
| 2023年 | 亞洲羽毛球混合團體錦標賽 | 其他       | 混合團體 | －            | 季軍   |
| 2023年 | 全英羽毛球公開賽         | 超級1000賽 | 女子雙打 | 崔莎·喬利     | 準決賽 |
| 2024年 | 亞洲羽毛球團體錦標賽     | 其他       | 女子團體 | －            | 冠軍   |
| 2024年 | 新加坡羽毛球公開賽       | 超級750賽  | 女子雙打 | 崔莎·喬利     | 準決賽 |
| 2024年 | 澳門羽球公開賽           | 超級300賽  | 女子雙打 | 崔莎·喬利     | 準決賽 |
| 2024年 | 西德·莫迪羽球國際賽      | 超級300賽  | 女子雙打 | 崔莎·喬利     | 冠軍   |
| 2025年 | 瑞士羽毛球公開賽         | 超級300賽  | 女子雙打 | 崔莎·喬利     | 準決賽 |

| 2018-2026年 | 總決賽 | 超級1000賽 | 超級750賽 | 超級500賽 | 超級300賽 | 超級100賽 | 國際挑戰賽 | 國際系列賽 | 未來系列賽 | 其他 |

### 奧運會和世錦賽參賽紀錄
|          | 搭檔      | 2022 | 2023 |
| -------- | --------- | ---- | ---- |
| 女子雙打 | 崔莎·喬利 | 32強 | 16強 |

## 外部連結
- 普萊勒·蓋亞特里·戈比昌德在BWFBadminton.com（英语）
- 普萊勒·蓋亞特里·戈比昌德在BWF.TournamentSoftware.com（英语）
- 普萊勒·蓋亞特里·戈比昌德在Flashscore（英语）